# 狭叶华南木姜
狭叶华南木姜（学名：Litsea greenmaniana var. angustifolia）为樟科木姜子属下的一个变种。